# Sovjet-Unie op de Olympische Winterspelen 1960
Tijdens de Olympische Winterspelen van 1960, die in Squaw Valley (Verenigde Staten) werden gehouden, nam de Sovjet-Unie voor de tweede keer deel.

## Medailleoverzicht
| Sport              | Olympiër                                                              | Discipline            | Medaille |
| ------------------ | --------------------------------------------------------------------- | --------------------- | -------- |
| Langlaufen         | Maria Goesakova                                                       | 10 km (v)             | Goud     |
| Schaatsen          | Jevgeni Grisjin                                                       | 500 m (m)             | Goud     |
| Schaatsen          | Jevgeni Grisjin                                                       | 1500 m (m)            | Goud     |
| Schaatsen          | Viktor Kositsjkin                                                     | 5000 m (m)            | Goud     |
| Schaatsen          | Klara Goeseva                                                         | 1000 m (v)            | Goud     |
| Schaatsen          | Lidija Skoblikova                                                     | 1500 m (v)            | Goud     |
| Schaatsen          | Lidija Skoblikova                                                     | 3000 m (v)            | Goud     |
| Langlaufen         | Ljoebov Baranova                                                      | 10 km (v)             | Zilver   |
| Langlaufen         | Radja Jerosjina Maria Goesakova Ljoebov Baranova                      | 3x5 km estafette (v)  | Zilver   |
| Schaatsen          | Viktor Kositsjkin                                                     | 10.000 m (m)          | Zilver   |
| Schaatsen          | Natalja Dontsjenko                                                    | 500 m (v)             | Zilver   |
| Schaatsen          | Valentina Stenina                                                     | 3000 m (v)            | Zilver   |
| Biatlon            | Aleksandr Privalov                                                    | 20 km (m)             | Brons    |
| Langlaufen         | Nikolaj Anikin                                                        | 30 km (m)             | Brons    |
| Langlaufen         | Anatoli Sjeljoechin Gennadi Vaganov Aleksej Koeznetsov Nikolaj Anikin | 4x10 km estafette (m) | Brons    |
| Langlaufen         | Radja Jerosjina                                                       | 10 km (v)             | Brons    |
| Noordse combinatie | Nikolaj Goesakov                                                      | mannen                | Brons    |
| Schaatsen          | Rafael Gratsj                                                         | 500 m (m)             | Brons    |
| Schaatsen          | Boris Stenin                                                          | 1500 m (m)            | Brons    |
| Schaatsen          | Tamara Rylova                                                         | 1000 m (v)            | Brons    |
| IJshockey          | Olympisch team                                                        | mannen                | Brons    |

## Deelnemers en resultaten

### Alpineskiën
| Olympiër            | Discipline       | Resultaat | Prestatie                    |
| ------------------- | ---------------- | --------- | ---------------------------- |
| Stalina Korzoechina | afdaling (v)     | 20e       | 1.46,7 (+9,1)                |
| Stalina Korzoechina | reuzenslalom (v) | 31e       | 1.50,0 (+10,1)               |
| Stalina Korzoechina | slalom (v)       | 18e       | 2.04,3 (+14,7) 1.03,3+1.01,0 |
| Jevgenija Kabina    | afdaling (v)     | 19e       | 1.46,5 (+8,9)                |
| Jevgenija Kabina    | reuzenslalom (v) | 21e       | 1.45,7 (+5,8)                |
| Jevgenija Kabina    | slalom (v)       | 7e        | 1.58,4 (+8,8) 58,5+59,9      |
| Ljoebov Volkova     | afdaling (v)     | 23e       | 1.49,2 (+11,6)               |
| Ljoebov Volkova     | reuzenslalom (v) | 30e       | 1.48,9 (+9,0)                |
| Ljoebov Volkova     | slalom (v)       | 30e       | 2.17,3 (+27,7) 1.00,8+1.16,5 |

### Biatlon
| Olympiër            | Discipline | Resultaat | Prestatie                             |
| ------------------- | ---------- | --------- | ------------------------------------- |
| Aleksandr Privalov  | 20 km (m)  | Brons     | 1:34.54,2 (+1.32,6) pen.: 3 (0-0-0-3) |
| Vladimir Melanin    | 20 km (m)  | 4e        | 1:35.42,4 (+2.20,8) pen.: 4 (1-1-2-0) |
| Valentin Psjenitsyn | 20 km (m)  | 5e        | 1:36.45,8 (+3.24,2) pen.: 3 (0-1-1-1) |
| Dmitri Sokolov      | 20 km (m)  | 6e        | 1:38.16,7 (+4.55,1) pen.: 5 (2-0-0-3) |

### Kunstrijden
| Olympiër                            | Discipline | Resultaat | Prestatie               |
| ----------------------------------- | ---------- | --------- | ----------------------- |
| Nina Zjoek Stanislav Zjoek          | paarrijden | 6e        | pc. 38,0; 72,300 punten |
| Ljoedmila Belousova Oleg Protopopov | paarrijden | 9e        | pc. 60,5; 68,600 punten |

### Langlaufen
| Olympiër                                                              | Discipline            | Resultaat | Prestatie                                                   |
| --------------------------------------------------------------------- | --------------------- | --------- | ----------------------------------------------------------- |
| Nikolaj Anikin                                                        | 15 km (m)             | 10e       | 52.55,0 (+0.59,5)                                           |
| Nikolaj Anikin                                                        | 30 km (m)             | Brons     | 1:52.28,2 (+1.24,3)                                         |
| Nikolaj Anikin                                                        | 50 km (m)             | 13e       | 3:10.13,9 (+11.07,6)                                        |
| Aleksandr Goebin                                                      | 15 km (m)             | 15e       | 53.24,1 (+1.28,6)                                           |
| Aleksej Koeznetsov                                                    | 30 km (m)             | 8e        | 1:54.23,9 (+3.20,0)                                         |
| Aleksej Koeznetsov                                                    | 50 km (m)             | 15e       | 3:11.47,0 (+12.40,7)                                        |
| Ivan Ljoebimov                                                        | 50 km (m)             | 18e       | 3:25.06,4 (+26.00,1)                                        |
| Pavel Morsjtsjinin                                                    | 15 km (m)             | 16e       | 53.29,1 (+1.33,6)                                           |
| Anatoli Sjeljoechin                                                   | 30 km (m)             | 15e       | 1:58.21,3 (+7.17,4)                                         |
| Gennadi Vaganov                                                       | 15 km (m)             | 4e        | 52.18,0 (+0.22,5)                                           |
| Gennadi Vaganov                                                       | 30 km (m)             | 4e        | 1:52.49,2 (+1.45,3)                                         |
| Gennadi Vaganov                                                       | 50 km (m)             | 7e        | 3:05.27,6 (+6.21,3)                                         |
| Anatoli Sjeljoechin Gennadi Vaganov Aleksej Koeznetsov Nikolaj Anikin | 4x10 km estafette (m) | Brons     | 2:21.21,6 (+2.36,0) (37.17,0 / 34.22,0 / 35.11,0 / 34.31,6) |
|                                                                       |                       |           |                                                             |
| Maria Goesakova                                                       | 10 km (v)             | Goud      | 39.46,6                                                     |
| Ljoebov Baranova                                                      | 10 km (v)             | Zilver    | 40.04,2 (+0.17,6)                                           |
| Radja Jerosjina                                                       | 10 km (v)             | Brons     | 40.06,0 (+0.19,4)                                           |
| Alevtina Koltsjina                                                    | 10 km (v)             | 4e        | 40.12,6 (+0.26,0)                                           |
| Radja Jerosjina Maria Goesakova Ljoebov Baranova                      | 3x5 km estafette (v)  | Zilver    | 1:05.02,6 (+0.41,2) (22.57,0 / 21.18,0 / 20.47,6)           |

### Noordse combinatie
| Olympiër         | Discipline | Resultaat | Prestatie                                   |
| ---------------- | ---------- | --------- | ------------------------------------------- |
| Nikolaj Goesakov | mannen     | Brons     | 452,000 punten schans: 212,0 15 km: 240,000 |
| Dmitri Kotsjkin  | mannen     | 5e        | 447,694 punten schans: 219,5 15 km: 228,194 |
| Michail Prjakin  | mannen     | 12e       | 432,952 punten schans: 200,5 15 km: 232,452 |
| Leonid Fjodorov  | mannen     | 16e       | 427,548 punten schans: 202,0 15 km: 225,548 |

### Schaatsen
| Olympiër             | Discipline   | Resultaat | Prestatie         |
| -------------------- | ------------ | --------- | ----------------- |
| Oleg Gontsjarenko    | 5000 m (m)   | 6e        | 8.06,6 (+15,3)    |
| Rafael Gratsj        | 500 m (m)    | Brons     | 40,4 (+0,2)       |
| Jevgeni Grisjin      | 500 m (m)    | Goud      | 40,2              |
| Jevgeni Grisjin      | 1500 m (m)   | Goud      | 2.10,4            |
| Viktor Kositsjkin    | 5000 m (m)   | Goud      | 7.51,3            |
| Viktor Kositsjkin    | 10.000 m (m) | Zilver    | 15.49,2 (+2,6)    |
| Valeri Kotov         | 5000 m (m)   | 5e        | 8.05,4 (+14,1)    |
| Joeri Malysjev       | 500 m (m)    | 10e       | 41,2 (+1,0)       |
| Vladimir Sjilykovski | 10.000 m (m) | 20e       | 17.13,9 (+1.27,3) |
| Nikolajs Štelbaums   | 10.000 m (m) | dq        | diskwalificatie   |
| Boris Stenin         | 1500 m (m)   | Brons     | 2.11,5 (+1,1)     |
| Gennadi Voronin      | 500 m (m)    | 5e        | 40,7 (+0,5)       |
| Gennadi Voronin      | 1500 m (m)   | 12e       | 2.14,7 (+4,3)     |
| Lev Zajtsev          | 1500 m (m)   | 31e       | 2.22,1 (+11,7)    |
|                      |              |           |                   |
| Natalja Dontsjenko   | 500 m (v)    | Zilver    | 46,0 (+0,1)       |
| Klara Goeseva        | 500 m (v)    | 6e        | 46,8 (+0,9)       |
| Klara Goeseva        | 1000 m (v)   | Goud      | 1.34,1            |
| Klara Goeseva        | 1500 m (v)   | 4e        | 2.28,7 (+3,5)     |
| Tamara Rylova        | 500 m (v)    | 4e        | 46,2 (+0,3)       |
| Tamara Rylova        | 1000 m (v)   | Brons     | 1.34,8 (+0,7)     |
| Tamara Rylova        | 3000 m (v)   | 9e        | 5.30,0 (+15,7)    |
| Lidija Skoblikova    | 1000 m (v)   | 4e        | 1.35,3 (+1,2)     |
| Lidija Skoblikova    | 1500 m (v)   | Goud      | 2.25,2            |
| Lidija Skoblikova    | 3000 m (v)   | Goud      | 5.14,3            |
| Valentina Stenina    | 1500 m (v)   | 5e        | 2.29,2 (+4,0)     |
| Valentina Stenina    | 3000 m (v)   | Zilver    | 5.16,9 (+2,6)     |

### Schansspringen
| Olympiër         | Discipline | Resultaat | Prestatie                  |
| ---------------- | ---------- | --------- | -------------------------- |
| Nikolaj Kamenski | mannen     | 4e        | 216,9 punten (90,5+79,0 m) |
| Koba Tsakadze    | mannen     | 9e        | 211,1 punten (89,0+79,5 m) |
| Nikolaj Sjamov   | mannen     | 10e       | 210,6 punten (85,5+80,5 m) |
| Leonid Fjodorov  | mannen     | 27e       | 193,1 punten (83,0+73,0 m) |

### IJshockey
| Olympiër | Discipline | Resultaat | Prestatie |
| --- | ---------- | --------- | --- |
| Joeri Tsitsinov Vladimir Grebennikov Michail Bytsjkov Viktor Prjazjnikov Nikolaj Karpov Nikolaj Poetsjkov Jevgeni Grosjev Viktor Jakoesjev Stanislav Petoechov Jevgeni Jorkin Nikolaj Sologoebov Joeri Baoelin Aleksandr Almetov Konstantin Loktev Veniamin Aleksandrov Genrich Sidorenkov Alfred Koetsjevski | mannen     | Brons     | voorronde groep B: 8 - 0 Sovjet-Unie - Duits eenheidsteam 8 - 4 Sovjet-Unie - Finland finaleronde: 8 - 5 Sovjet-Unie - Tsjecho-Slowakije 2 - 2 Sovjet-Unie - Zweden 7 - 1 Sovjet-Unie - Duits eenheidsteam 2 - 3 Sovjet-Unie - Verenigde Staten 5 - 8 Sovjet-Unie - Canada |

Argentinië · Australië · Bulgarije · Canada · Chili · Denemarken · Duits eenheidsteam · Finland · Frankrijk · Groot-Brittannië · Hongarije · IJsland · Italië · Japan · Libanon · Liechtenstein · Nederland · Nieuw-Zeeland · Noorwegen · Oostenrijk · Polen · Sovjet-Unie · Spanje · Tsjecho-Slowakije · Turkije · Verenigde Staten · Zuid-Afrika · Zuid-Korea · Zweden · Zwitserland